# مرد ایستاده بعدی
مرد ایستاده بعدی (کره‌ای: 남산의 부장들) فیلمی محصول سال ۲۰۲۰ کره جنوبی به کارگردانی وو مین هو است. این فیلم به عنوان نماینده کره جنوبی برای نود و سومین دوره جوایز اسکار انتخاب شد.